# Pierre Parrocel
Pierre Parrocel, född 1670, död 1739, var en fransk konstnär. Han var brorson till Joseph Parrocel och bror till Ignace Parrocel.
Parrocel målade främst historiebilder och interiörer. På Nationalmuseum finns hans målning Läsande kvinnor.